# Дорос (Кіпр)
34°48′57″ пн. ш. 32°54′42″ сх. д. / 34.815833333333° пн. ш. 32.911666666667° сх. д.
Дорос (грец. Δωρός) — село в окрузі Лімасол на Кіпрі, розташоване 1 км на північ від Монагрі.

## Опис
Назва села, розташованого на пагорбі висотою 470 метрів, звучить як Дорос у грецькій та Торос у англійській мові. Це мальовниче місце приховане серед мигдалевих дерев та виноградних лоз, що додає йому особливий шарм. Дорос лежить за межами Лімасола на відстані 25 кілометрів та ліворуч від головної дороги, якщо ви рухаєтеся в напрямку Троодос.
Назва Дорос пов'язана з давньогрецьким словом doris, що означає ліс. Приблизно 150 мешканців — фермери, які доглядають свою худобу та всі фруктові сади. Реставрація багатьох будинків, традиційна кав'ярня, імміграційна спілка з численними культурними святами, які вона організовує спільно з муніципальною радою.
На початку липня 2002 року виявлено старовинну гробницю, яку передали відділу старожитностей.
Серед інших кіпрських сіл Дорос зробив собі ім'я завдяки найкращій якості свого винограду, що робить першокласні Кумандарія та Зіванія, які дуже популярні серед місцевих жителів.
У селі є старовинна церква Панагія Галактотрофусас, побудована в 14—15 століттях, присвячена матері Христа.

## Галерея

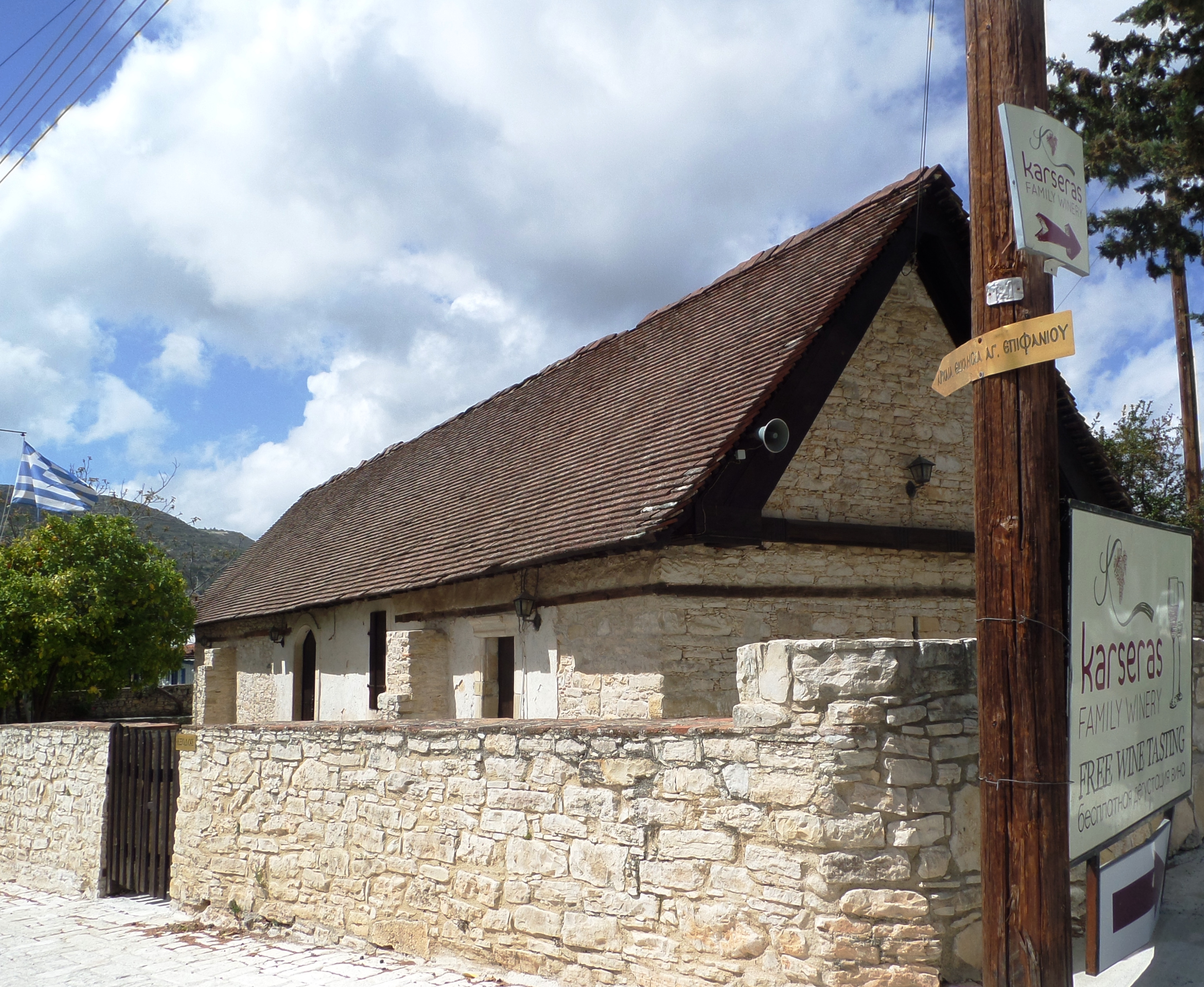
Стара церква
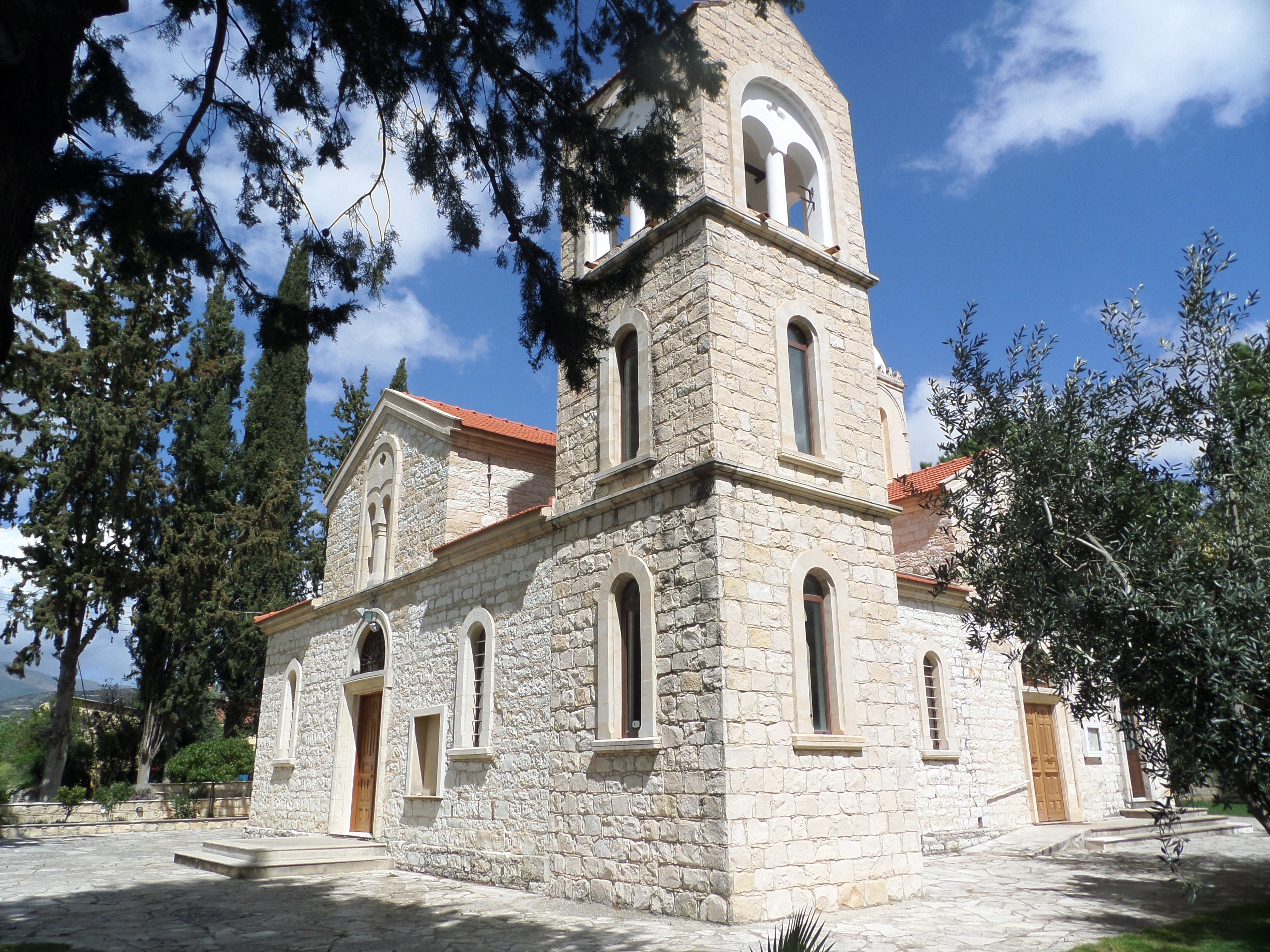
Нова церква